# Понорел
Понорел (рум. Ponorel) — село у повіті Алба в Румунії. Входить до складу комуни Відра.
Село розташоване на відстані 325 км на північний захід від Бухареста, 57 км на північний захід від Алба-Юлії, 66 км на південний захід від Клуж-Напоки.

## Населення
За даними перепису населення 2002 року у селі проживали 56 осіб, усі — румуни. Усі жителі села рідною мовою назвали румунську.